# ریکاردو تسویدل
ریکاردو تسویدل (آلمانی: Riccardo Zoidl؛ زادهٔ ۸ آوریل ۱۹۸۸) دوچرخه‌سوار اهل اتریش است.
از باشگاه‌هایی که در آن رکاب زده‌است می‌توان به تیم ترک-سگافردو اشاره کرد.